# 羅曼諾夫巷
羅曼諾夫巷（俄语：Рома́нов переу́лок）是位於莫斯科中央行政區阿爾巴特區的小巷，曾在18世紀至19世紀初期被稱為尼基茨基巷（Ники́тский），後來依次更名為希特羅夫巷（Хитро́в）和拉祖莫夫斯基巷（Разумо́вский）。1917年前，其被稱作謝列梅捷夫斯基巷（Шереме́тевский），從1920年到1993年則以格拉諾夫斯基街（у́лица Грано́вского）的名稱為人所知。這條巷道從沃茲德維任卡大街通往大尼基茨卡亞街，位於莫霍瓦亞街與大基斯洛夫斯基巷之間，與這兩條街道平行。巷道的房屋編號由沃茲德維任卡大街開始。

## 名稱
羅曼諾夫巷的名字源自16至17世紀，以該巷最早的主人之一，貴族尼基塔·伊萬諾維奇·羅曼諾夫命名。

## 歷史
17世紀初，羅曼諾夫家族的宅邸位於巷子的右側。儘管一百年後，這片土地不再歸屬於羅曼諾夫家族，它依然被稱作「羅曼諾夫庭院」。1738年的戶籍資料記載這一地區：「羅曼諾夫庭院，現由各階層的人居住，位於狄奧尼修斯·阿雷歐帕吉特教堂區域（……）。正面沿尼基茨卡亞街有40俄丈寬，後端同樣寬度，長度為51俄丈；鄰近一側為總藥局，另一側為通行巷道。」
該巷曾被稱為尼基茨基巷，這可能源自貴族的名字，也可能與尼基茨基女修道院（16世紀建立，位於大基斯洛夫斯基巷與大尼基茨卡亞街的交叉處，1929年關閉，並於1930年拆除）及其周邊的尼基茨基修道院村有關。
羅曼諾夫家族之後，希特羅夫、納雷什金和拉祖莫夫斯基家族接管了這片土地，該巷的名稱也因此依次更改。新主人大多佔據了巷子的南部地段，而其餘的建築物在17世紀末轉交給克里姆林宮軍械庫。
19世紀，巷子兩側的地段屬於尼古拉·謝列梅捷夫伯爵及其後代，被稱為「謝列梅捷夫庭院」。為紀念謝列梅捷夫家族，巷子在1917年十月革命前被稱作謝列梅捷夫巷。
從1920年至1993年，該巷道以歷史學家季莫費·格拉諾夫斯基命名為格拉諾夫斯基街。自1993年起，這條巷子重新恢復為羅曼諾夫巷的名稱。